# Wohnhaus (Dieburger Straße 94 a)
Das Wohnhaus Dieburger Straße 94 a ist ein Bauwerk in Darmstadt.

## Geschichte und Beschreibung
Das Wohnhaus wurde im Jahre 1902 zusammen mit dem hallenartigen Anbau erbaut. Bauherr war der Brauereibesitzer Georg Diehl. Das zweieinhalbgeschossige Gebäude wurde in der für die damalige Zeit typischen Mischung von Material- und Stilformen errichtet.
Bemerkenswert ist der mit Zierfachwerk aufwändig gestaltete Zwerchgiebel und der auch den Hallenbau schmückende Schildgiebel.

## Denkmalschutz
Aus architektonischen und stadtgeschichtlichen Gründen wurde das Gebäude zum Kulturdenkmal erklärt.